# Don Schollander
Donald Arthur „Don“ Schollander (* 30. April 1946 in Charlotte, North Carolina) ist ein ehemaliger US-amerikanischer Schwimmer.
Schollander begann als Kindergartenkind mit dem Schwimmen in der Schwimmschule seines Onkels Newt Perry in Florida. Er zog in der Grundschule mit seinen Eltern nach Lake Oswego, wo er seiner Schule half die Meisterschaft von Oregon zu gewinnen. Um sich technisch unter bester Anleitung zu verbessern, zog er 1962 nach Santa Clara (Kalifornien) und trainierte bei George Haines im Santa Clara Swim Club. Hier gewann er drei amerikanische Vereinsmeisterschaften der AAU. Hier gehörte er u. a. zur Delta Kappa Epsilon (Phi chapter) Fraternity, derselben wie der künftige amerikanische Präsident George W. Bush. Bei den Olympischen Spielen 1964 in Tokio gewann er vier Goldmedaillen. Neben den Olympiasiegen mit der 4 × 100-m- und 4 × 200-m-Freistilstaffel gewann er auch die 100 und 400 m Freistil. Bei den Olympischen Spielen 1968 in Mexiko gewann er Gold in der 4 × 200-m-Freistilstaffel. Insgesamt stellte er 20 Weltrekorde auf.
1964 wurde Schollander mit der Sportler des Jahres-Auszeichnung von Associated Press geehrt. Im selben Jahr erhielt er zudem den James E. Sullivan Award als bester Amateursportler des Jahres der USA. Im Jahr 1965 wurde er in die Ruhmeshalle des internationalen Schwimmsports aufgenommen. Nach Ende der sportlichen Laufbahn zog er wieder nach Lake Oswego, wo er als Immobilienmakler und -entwickler selbständig arbeitet.

## Publikationen
- Don Schollander und Duke Savage: Deep water. Crown, New York 1971, ISBN 0-7207-0542-8.
- Don Schollander und Joel H. Cohen: Inside Swimming. Contemporary Books, Chicago, Ill. 1974, ISBN 0-8092-8905-9.